# Rozalia Husti
Rozalia Husti (* 28. Januar 1964 in Satu Mare als Rozalia Oros) ist eine ehemalige rumänisch-deutsche Florettfechterin.

## Erfolge
Rozalia Husti nahm an den Olympischen Spielen 1984 in Los Angeles teil, bei denen sie in der Mannschaftskonkurrenz ungeschlagen das Finale um die Goldmedaille erreichte. In diesem musste sich die rumänische Equipe gegen Deutschland mit 5:9 geschlagen geben. Gemeinsam mit Elisabeta Guzganu, Aurora Dan, Marcela Moldovan-Zsak und Monika Weber erhielt sie daher die Silbermedaille. Bei Weltmeisterschaften gewann sie 1987 in Lausanne ebenfalls die Silbermedaille. 1990 begann sie als Trainerin beim Fecht-Club Tauberbischofsheim zu arbeiten und trat fortan international unter deutscher Flagge an. Mit der deutschen Mannschaft gewann sie bei den Weltmeisterschaften 1991 in Budapest Bronze, ebenso in der Einzelkonkurrenz 1992 in Lissabon bei den Europameisterschaften.